# Sharaf al-Din al-Tusi
Sharaf al-Dīn al-MuΖaffar ibn Muhammad ibn al-MuΖaffar al-Tūsī (Tus, 1135-1213) fue un matemático persa de la época dorada del islam.

## Vida
Nacido en Tus (Irán), Tusí enseñó diversos temas de matemáticas que incluyen la ciencia de los números, las tablas astronómicas y de la astrología, en Aleppo y Mosul. Su mejor alumno fue Kamal al-Din Ibn Yunus, quien a su vez fue maestro de Nasir al-Din al-Tusi, uno de los más famosos de todos los eruditos islámicos de la época. Por este tiempo Tusi parece haber adquirido una excelente reputación como profesor de matemáticas; algunos de sus contemporáneos viajaron largas distancias para llegar a ser sus estudiantes.

## Obra
Tusi escribió algunos tratados de álgebra. Allí, escribió lo que nosotros conocemos como método de Ruffini - Horner o método de la aproximación de la raíz de una ecuación cúbica. Aunque este método ha sido utilizado anteriormente por los matemáticos árabes para encontrar aproximaciones a la raíz enésima de un entero, Tusi es el primero en aplicar el método para resolver ecuaciones generales de este tipo. 
Otra famosa obra de Tusi es una en la que describe el astrolabio lineal, a veces llamado el "bastón de al Tusi", que él inventó.

En su Al Mu'Adalat, Tusi encontró soluciones numéricas y algebraicas de ecuaciones cúbicas y fue el primero en descubrir la derivada de polinomios cúbicos, un resultado importante en el cálculo diferencial.